# Amorphoscelis parva
Amorphoscelis parva es una especie de mantis de la familia Amorphoscelidae.

## Distribución geográfica
Se encuentra en Sumba (Indonesia).